# 南京市旅游游园年卡

南京市旅游游园年卡样本

南京市旅游游园年卡是由南京市人民政府主办、南京市民卡有限公司运营的旅游套票，持卡人可以在有效期内无限次进入指定的旅游景点，但景点内部的收费项目仍需游客自费参加。
游园年卡的零售价为260元人民币，游客可以在南京市民卡公司的线下服务网点或网上购买；此外还有游园年卡兑换卡，主要作为员工福利或礼品赠送他人，兑换卡即使过期也可以在次年使用，可用于兑换一张游园年卡。游园年卡有效期为购卡或兑换之日起1年，但使用过期兑换卡兑换的游园年卡有效期只到当年年底。
游园年卡分为实体年卡和电子年卡，实体年卡可以是单独的卡片或集成在南京市民卡内，可在刷卡机上刷卡入园；电子年卡为智能手机app，通过在扫码器上扫描二维码进入景点。
游园年卡仅限持卡人本人使用，如被发现转让他人则卡片会被封禁3个月。

## 适用景点

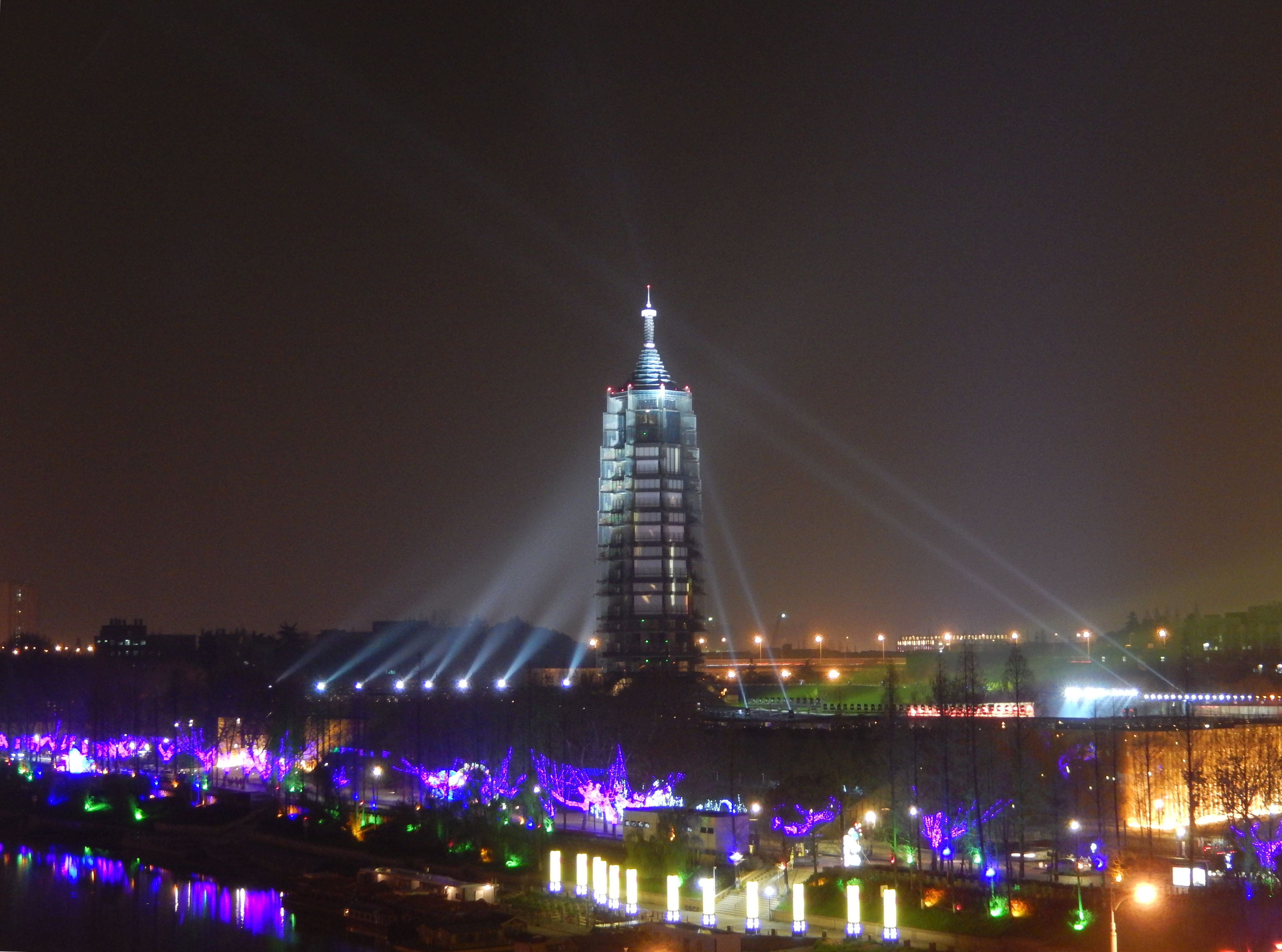
南京旅游年卡持卡人可免费进入大报恩寺

景区是否接受游园年卡基于自愿原则，有意向加入游园年卡的景点需要向南京市文化和旅游局提出申请，并通过考核与审批，因此每年的游园年卡包括的景点不尽相同。以下为2024版游园年卡可以进入的景点：
1. 明孝陵景区(包含梅花山、梅花谷、紫霞湖、红楼艺文苑）
2. 宝船厂遗址公园
3. 固城湖水慢城
4. 王谢古居
5. 李香君故居
6. 大报恩寺（不含夜场）
7. 云幽谷旅游区（浦口区）
8. 龚贤纪念馆（清凉山内）（闭馆中）
9. 魏紫熙艺术馆（清凉山内）
10. 李剑晨艺术馆（清凉山内）
11. 国防教育馆
12. 万成生态园
13. 金牛湖风景区
14. 江宁汤山方山国家地质公园博物馆
15. 大金山风景区
16. 天生桥风景区
17. 汤山古猿人洞
18. 明文化村（阳山碑材）
19. 珍珠泉名石艺术馆
20. 珍珠泉旅游度假区（含狮虎园）
21. 老山国家森林公园
22. 达摩古洞景区
23. 长江观音景区
24. 燕子矶公园
25. 南京市民俗博物馆（甘熙宅第）
26. 南京城墙景区中华门段（不含夜游)
27. 南京城墙景区台城段（不含夜游）
28. 毗卢寺景区
29. 阅江楼景区
30. 总统府
31. 六朝博物馆
32. 红山森林动物园
33. 桂子山石柱林
34. 紫金山天文台
35. 游子山
36. 美龄宫
37. 中山植物园（含南园）
38. 中山陵音乐台
39. 灵谷景区
40. 秦大士故居
41. 芥子园（含惜抱轩)
42. 周园（不含周村）
43. 瞻园（太平天国历史博物馆，不含夜游）
44. 郭兴庄园
45. 无想山景区
46. 江宁织造博物馆
47. 南京市博物馆（朝天宫）
48. 冶山国家矿山公园
49. 汤山金乌阁
50. 平山森林公园
51. 高淳文峰塔
52. 金陵赏石艺术馆